# Провінція Касма (Перу)
9°28′01″ пд. ш. 78°19′01″ зх. д. / 9.467° пд. ш. 78.317° зх. д.
Касма (ісп. Provincia de Casma, кечуа Kasma pruwinsya) — одна з 20 провінцій перуанського регіону Анкаш. Площа становить 2262,86 км². Населення за даними за 2007 рік — 42 368 осіб. Густота населення — 18,7 чол/км². Столиця — однойменне місто Касма (Перу).

## Інтернет-ресурси
- Peru: Region Ancash (Provinzen und Bezirke) bei www.citypopulation.de